# Daniel Asia
Daniel Asia (født d. 27. juni 1953 i Seattle, Washington, USA) er en amerikansk komponist.
Asia har studeret under bl.a. Gunther Schuller og Isang Yun. Han har komponeret 6 symfonier, en klaverkoncert, en cellokoncert, orkesterværker og kammermusik etc.

## Udvalgte værker
- Symfoni nr. 1 (1987) - for orkester
- Symfoni nr. 2 "Fejring" (Til minde om Leonard Bernstein)(1988-1990) - for orkester
- Symfoni nr. 3 (1992) - for orkester
- Symfoni nr. 4 (1993) - for orkester
- Symfoni nr. 5 (2008) - for tenor, baryton, kor og orkester
- Symfoni nr. 6 "Iris" (2017) - for orkester
- Klaverkoncert (1994) - for klaver og orkester
- Cellokoncert (1997) - for cello og orkester
- "Gateways" (1993) - for orkester
- "Ved den fjerne kant" (1991) - for orkester